# 시오반 도나히
샤본 도나히(Siobhán Donaghy, 1984년 6월 14일 ~ )는 잉글랜드의 가수로, 슈가베이비스의 전 멤버이다.